# India op de Olympische Zomerspelen 2020
India nam deel aan de Olympische Zomerspelen 2020 in Tokio, Japan.

## Medailleoverzicht
| Medaille | Naam                  | Sport         | Onderdeel             | Datum      |
| -------- | --------------------- | ------------- | --------------------- | ---------- |
| Goud     | Neeraj Chopra         | Atletiek      | speerwerpen (m)       | 7 augustus |
|          |                       |               |                       |            |
| Zilver   | Saikhom Mirabai Chanu | Gewichtheffen | -49kg (v)             | 24 juli    |
| Zilver   | Ravi Kumar Dahiya     | Worstelen     | -57kg vrije stijl (m) | 5 augustus |
|          |                       |               |                       |            |
| Brons    | P. V. Sindhu          | Badminton     | enkelspel (v)         | 1 augustus |
| Brons    | Lovlina Borgohain     | Boksen        | welter (v)            | 4 augustus |
| Brons    | Indiase hockeyploeg   | Hockey        | mannen                | 4 augustus |
| Brons    | Bajrang Punia         | Worstelen     | -65kg vrije stijl (m) | 7 augustus |

## Atleten
Hieronder volgt een overzicht van de atleten die zich verzekerden van deelname aan de Olympische Zomerspelen 2020.
| sport         | mannen | vrouwen | totaal |
| ------------- | ------ | ------- | ------ |
| Atletiek      | 17     | 9       | 26     |
| Badminton     | 3      | 1       | 4      |
| Boksen        | 5      | 4       | 9      |
| Boogschieten  | 3      | 1       | 4      |
| Gewichtheffen | 0      | 1       | 1      |
| Golf          | 2      | 2       | 4      |
| Gymnastiek    | 0      | 1       | 1      |
| Hockey        | 18     | 18      | 36     |
| Judo          | 0      | 1       | 1      |
| Paardensport  | 1      | 0       | 1      |
| Roeien        | 2      | 0       | 2      |
| Schermen      | 0      | 1       | 1      |
| Schietsport   | 8      | 7       | 15     |
| Tafeltennis   | 2      | 2       | 4      |
| Tennis        | 1      | 2       | 3      |
| Worstelen     | 3      | 4       | 7      |
| Zeilen        | 3      | 1       | 4      |
| Zwemmen       | 2      | 1       | 3      |
| totaal        | 70     | 56      | 126    |

## Sporten

### Atletiek
Mannen
Loopnummers
| atleet                                                                         | onderdeel           | series     | series | kwartfinale | kwartfinale | halve finale   | halve finale   | finale         | finale         |
| atleet                                                                         | onderdeel           | tijd       | rang   | tijd        | rang        | tijd           | rang           | tijd           | rang           |
| ------------------------------------------------------------------------------ | ------------------- | ---------- | ------ | ----------- | ----------- | -------------- | -------------- | -------------- | -------------- |
| M. P. Jabir                                                                    | 400 m horden        | 50,77      | 7      | n.v.t.      | n.v.t.      | niet geplaatst | niet geplaatst | niet geplaatst | niet geplaatst |
| Avinash Sable                                                                  | 3000 m steeplechase | 8.18,12 NR | 7      | n.v.t.      | n.v.t.      | n.v.t.         | n.v.t.         | niet geplaatst | niet geplaatst |
| Amoj Jacob Naganathan Pandi* Arokia Rajiv Noah Nirmal Tom Muhammed Anas Yahiya | 4x400 m             | 3.00,25 AR | 3      | n.v.t.      | n.v.t.      | n.v.t.         | n.v.t.         | niet geplaatst | niet geplaatst |
| Irfan Kolothum Thodi                                                           | 20 km snelwandelen  | n.v.t.     | n.v.t. | n.v.t.      | n.v.t.      | n.v.t.         | n.v.t.         | 1:34.41        | 51             |
| Sandeep Kumar                                                                  | 20 km snelwandelen  | n.v.t.     | n.v.t. | n.v.t.      | n.v.t.      | n.v.t.         | n.v.t.         | 1:25.07        | 23             |
| Rahul Rohilla                                                                  | 20 km snelwandelen  | n.v.t.     | n.v.t. | n.v.t.      | n.v.t.      | n.v.t.         | n.v.t.         | 1:32.06        | 47             |
| Gurpreet Singh                                                                 | 50 km snelwandelen  | n.v.t.     | n.v.t. | n.v.t.      | n.v.t.      | n.v.t.         | n.v.t.         | DNF            | DNF            |

- Liep niet mee in de finale

Technische nummers
| atleet                 | onderdeel   | kwalificaties | kwalificaties | finale         | finale         |
| atleet                 | onderdeel   | afstand       | rang          | afstand        | rang           |
| ---------------------- | ----------- | ------------- | ------------- | -------------- | -------------- |
| Neeraj Chopra          | speerwerpen | 86,65         | 1 Q           | 87,58          | Goud           |
| Shivpal Singh          | speerwerpen | 76,40         | 27            | niet geplaatst | niet geplaatst |
| Murali Sreeshankar     | verspringen | 7,69          | 25            | niet geplaatst | niet geplaatst |
| Tajinderpal Singh Toor | kogelstoten | 19,99         | 24            | niet geplaatst | niet geplaatst |

Vrouwen
Loopnummers
| atlete           | onderdeel          | series | series | kwartfinale | kwartfinale | halve finale   | halve finale   | finale         | finale         |
| atlete           | onderdeel          | tijd   | rang   | tijd        | rang        | tijd           | rang           | tijd           | rang           |
| ---------------- | ------------------ | ------ | ------ | ----------- | ----------- | -------------- | -------------- | -------------- | -------------- |
| Dutee Chand      | 100m               | bye    | bye    | 11,54       | 7           | niet geplaatst | niet geplaatst | niet geplaatst | niet geplaatst |
| Dutee Chand      | 200m               | 23,85  | 7      | n.v.t.      | n.v.t.      | niet geplaatst | niet geplaatst | niet geplaatst | niet geplaatst |
| Bhawna Jat       | 20 km snelwandelen | n.v.t. | n.v.t. | n.v.t.      | n.v.t.      | n.v.t.         | n.v.t.         | 1:37.38        | 32             |
| Priyanka Goswami | 20 km snelwandelen | n.v.t. | n.v.t. | n.v.t.      | n.v.t.      | n.v.t.         | n.v.t.         | 1:32.36        | 17             |

Technische nummers
| atleet          | onderdeel    | kwalificaties | kwalificaties | finale         | finale         |
| atleet          | onderdeel    | afstand       | rang          | afstand        | rang           |
| --------------- | ------------ | ------------- | ------------- | -------------- | -------------- |
| Kamalpreet Kaur | discuswerpen | 64,00         | 2 Q           | 63,70          | 6              |
| Seema Punia     | discuswerpen | 60,57         | 16            | niet geplaatst | niet geplaatst |
| Annu Rani       | speerwerpen  | 54,04         | 29            | niet geplaatst | niet geplaatst |

Gemengd
| atleet                                                                           | onderdeel | series  | series | kwartfinale | kwartfinale | halve finale | halve finale | finale         | finale         |
| atleet                                                                           | onderdeel | tijd    | rang   | tijd        | rang        | tijd         | rang         | tijd           | rang           |
| -------------------------------------------------------------------------------- | --------- | ------- | ------ | ----------- | ----------- | ------------ | ------------ | -------------- | -------------- |
| Arokia Rajiv(S) Revathi Veeramani(S) Subha Venkatesan(S) Mohammad Anas Yahiya(S) | 4×400 m   | 3.19,93 | 8      | n.v.t.      | n.v.t.      | n.v.t.       | n.v.t.       | niet geplaatst | niet geplaatst |

### Badminton
Mannen
| atlete                                | onderdeel  | groepsfase                               | groepsfase                                  | groepsfase                        | groepsfase | eliminatie           | kwartfinale          | halve finale         | finale / BM          | finale / BM |
| atlete                                | onderdeel  | tegenstander uitslag                     | tegenstander uitslag                        | tegenstander uitslag              | rang       | tegenstander uitslag | tegenstander uitslag | tegenstander uitslag | tegenstander uitslag | rang        |
| ------------------------------------- | ---------- | ---------------------------------------- | ------------------------------------------- | --------------------------------- | ---------- | -------------------- | -------------------- | -------------------- | -------------------- | ----------- |
| Bhamidipati Sai Praneeth              | enkelspel  | M Zilberman V (17-21, 15-21)             | M Caljouw V (14-21, 14-21)                  | n.v.t.                            | 3          | niet geplaatst       | niet geplaatst       | niet geplaatst       | niet geplaatst       | 15          |
| Satwiksairaj Rankireddy Chirag Shetty | dubbelspel | Lee Y / Wang C-l W (21–16, 16-21, 27-25) | M F Gideon / K S Sukamuljo V (13-21, 12-21) | B Lane / S Vendy W (21-17, 21-19) | 3          | n.v.t.               | niet geplaatst       | niet geplaatst       | niet geplaatst       | 9           |

Vrouwen
| atlete       | onderdeel | groepsfase                      | groepsfase                 | groepsfase           | groepsfase | eliminatie                    | kwartfinale                  | halve finale             | finale / BM           | finale / BM |
| atlete       | onderdeel | tegenstander uitslag            | tegenstander uitslag       | tegenstander uitslag | rang       | tegenstander uitslag          | tegenstander uitslag         | tegenstander uitslag     | tegenstander uitslag  | rang        |
| ------------ | --------- | ------------------------------- | -------------------------- | -------------------- | ---------- | ----------------------------- | ---------------------------- | ------------------------ | --------------------- | ----------- |
| P. V. Sindhu | enkelspel | K Polikarparova W (21–7, 21–10) | Cheung N Y W (21-9, 21-16) | n.v.t.               | 1 Q        | M Blichfeldt W (21-15, 21-13) | A Yamaguchi W (21-12, 22-20) | Tai T-y V (18-21, 12-21) | He B W (21-13, 21-15) | Brons       |

### Boksen
Mannen
| atleet              | onderdeel         | eerste ronde         | tweede ronde         | kwartfinale          | halve finale         | finale               | finale         |
| atleet              | onderdeel         | tegenstander uitslag | tegenstander uitslag | tegenstander uitslag | tegenstander uitslag | tegenstander uitslag | rang           |
| ------------------- | ----------------- | -------------------- | -------------------- | -------------------- | -------------------- | -------------------- | -------------- |
| Amit Panghal        | vlieggewicht      | bye                  | Martínez V 1 - 4     | niet geplaatst       | niet geplaatst       | niet geplaatst       | niet geplaatst |
| Manish Kaushik      | lichtgewicht      | McCormack V 1 - 4    | niet geplaatst       | niet geplaatst       | niet geplaatst       | niet geplaatst       | niet geplaatst |
| Vikas Krishan Yadav | weltergewicht     | Okazawa V 0 - 5      | niet geplaatst       | niet geplaatst       | niet geplaatst       | niet geplaatst       | niet geplaatst |
| Ashish Kumar        | middengewicht     | Tuoheta V 0 - 5      | niet geplaatst       | niet geplaatst       | niet geplaatst       | niet geplaatst       | niet geplaatst |
| Satish Kumar        | superzwaargewicht | bye                  | Brown W 4 - 1        | Jalolov V 0 - 5      | niet geplaatst       | niet geplaatst       | niet geplaatst |

Vrouwen
| atlete            | onderdeel     | eerste ronde         | tweede ronde         | kwartfinale          | halve finale         | finale               | finale         |
| atlete            | onderdeel     | tegenstander uitslag | tegenstander uitslag | tegenstander uitslag | tegenstander uitslag | tegenstander uitslag | rang           |
| ----------------- | ------------- | -------------------- | -------------------- | -------------------- | -------------------- | -------------------- | -------------- |
| Mary Kom          | vlieggewicht  | Hernández W 4 - 1    | Valencia V 2 - 3     | niet geplaatst       | niet geplaatst       | niet geplaatst       | niet geplaatst |
| Simranjit Kaur    | lichtgewicht  | bye                  | Seedondee V 0 - 5    | niet geplaatst       | niet geplaatst       | niet geplaatst       | niet geplaatst |
| Lovlina Borgohain | weltergewicht | bye                  | Apetz W 3 - 2        | Chen N-c W 4 - 1     | Sürmeneli V 0 - 5    | niet geplaatst       | Brons          |
| Pooja Rani        | middengewicht | n.v.t.               | Chaib W 5 - 0        | Li Q V 0 - 5         | niet geplaatst       | niet geplaatst       | niet geplaatst |

### Boogschieten
Mannen
| atleet                                | onderdeel   | plaatsingsronde | plaatsingsronde | eerste ronde          | tweede ronde         | derde ronde          | kwartfinale          | halve finale         | finale / BM          | finale / BM |
| atleet                                | onderdeel   | score           | rang            | tegenstander uitslag  | tegenstander uitslag | tegenstander uitslag | tegenstander uitslag | tegenstander uitslag | tegenstander uitslag | rang        |
| ------------------------------------- | ----------- | --------------- | --------------- | --------------------- | -------------------- | -------------------- | -------------------- | -------------------- | -------------------- | ----------- |
| Atanu Das                             | individueel | 653             | 35              | Denk Y-c W 6 – 4      | Oh J-h W 6 – 5       | T Furukawa V 4 – 6   | niet geplaatst       | niet geplaatst       | niet geplaatst       | 9           |
| Pravin Jadhav                         | individueel | 656             | 31              | G Bazarzhapov W 6 – 0 | B Ellison V 0 – 6    | niet geplaatst       | niet geplaatst       | niet geplaatst       | niet geplaatst       | 17          |
| Tarundeep Rai                         | individueel | 652             | 37              | O Hunbin W 6 – 4      | I Shanny V 5 – 6     | niet geplaatst       | niet geplaatst       | niet geplaatst       | niet geplaatst       | 17          |
| Atanu Das Pravin Jadhav Tarundeep Rai | team        | 1961            | 9               | Kazachstan W 6 – 2    | n.v.t.               | n.v.t.               | Zuid-Korea V 0 – 6   | niet geplaatst       | niet geplaatst       | 5           |

Vrouwen
| atleet         | onderdeel   | plaatsingsronde | plaatsingsronde | eerste ronde         | tweede ronde               | derde ronde          | kwartfinale          | halve finale         | finale / BM          | finale / BM |
| atleet         | onderdeel   | score           | rang            | tegenstander uitslag | tegenstander uitslag       | tegenstander uitslag | tegenstander uitslag | tegenstander uitslag | tegenstander uitslag | rang        |
| -------------- | ----------- | --------------- | --------------- | -------------------- | -------------------------- | -------------------- | -------------------- | -------------------- | -------------------- | ----------- |
| Deepika Kumari | individueel | 663             | 9               | Karma W 6 – 0        | J Mucino-Fernandez W 6 – 4 | K Perova W 6 – 5     | An S V 0 – 6         | niet geplaatst       | niet geplaatst       | 5           |

Gemengd
| atlete                       | onderdeel | plaatsingsronde | plaatsingsronde | eerste ronde           | kwartfinale          | halve finale         | finale / BM          | finale / BM |
| atlete                       | onderdeel | score           | rang            | tegenstander uitslag   | tegenstander uitslag | tegenstander uitslag | tegenstander uitslag | rang        |
| ---------------------------- | --------- | --------------- | --------------- | ---------------------- | -------------------- | -------------------- | -------------------- | ----------- |
| Pravin Jadhav Deepika Kumari | team      | 1319            | 9               | Chinees Taipei W 5 – 3 | Zuid-Korea V 2 – 6   | niet geplaatst       | niet geplaatst       | 5           |

### Gewichtheffen
Vrouwen
| atleet                | onderdeel | trekken | trekken | stoten | stoten | totaal | rang   |
| atleet                | onderdeel | score   | rang    | score  | rang   | totaal | rang   |
| --------------------- | --------- | ------- | ------- | ------ | ------ | ------ | ------ |
| Saikhom Mirabai Chanu | -49 kg    | 87      | 2       | 115    | 2      | 202    | Zilver |

### Golf
Mannen
| atleet         | onderdeel | eerste ronde | tweede ronde | derde ronde | vierde ronde | totaal | totaal | totaal |
| atleet         | onderdeel | score        | score        | score       | score        | score  | par    | rang   |
| -------------- | --------- | ------------ | ------------ | ----------- | ------------ | ------ | ------ | ------ |
| Anirban Lahiri | mannen    | 67           | 72           | 68          | 72           | 279    | -5     | 42     |
| Udayan Mane    | mannen    | 76           | 69           | 70          | 72           | 287    | +3     | 56     |

Vrouwen
| atlete       | onderdeel | eerste ronde | tweede ronde | derde ronde | vierde ronde | totaal | totaal | totaal |
| atlete       | onderdeel | score        | score        | score       | score        | score  | par    | rang   |
| ------------ | --------- | ------------ | ------------ | ----------- | ------------ | ------ | ------ | ------ |
| Aditi Ashok  | vrouwen   | 67           | 66           | 68          | 68           | 269    | -15    | 4      |
| Diksha Dagar | vrouwen   | 76           | 72           | 72          | 70           | 290    | +6     | 50     |

### Gymnastiek

#### Turnen
Vrouwen
| atlete        | onderdeel            | kwalificatie | kwalificatie | kwalificatie | kwalificatie | kwalificatie | kwalificatie | finale         | finale         | finale         | finale         | finale         | finale         |
| atlete        | onderdeel            | toestel      | toestel      | toestel      | toestel      | totaal       | positie      | toestel        | toestel        | toestel        | toestel        | totaal         | positie        |
| atlete        | onderdeel            | sprong       | brug         | balk         | vloer        | totaal       | positie      | sprong         | brug           | balk           | vloer          | totaal         | positie        |
| ------------- | -------------------- | ------------ | ------------ | ------------ | ------------ | ------------ | ------------ | -------------- | -------------- | -------------- | -------------- | -------------- | -------------- |
| Pranati Nayak | meerkamp individueel | 13,466       | 9,033        | 9,433        | 10,633       | 42,565       | 79           | niet geplaatst | niet geplaatst | niet geplaatst | niet geplaatst | niet geplaatst | niet geplaatst |

### Hockey
Mannen
| Olympiër | Onderdeel | Resultaat | Prestatie |
| --- | --------- | --------- | --------- |
| Dilpreet Singh Rupinder Pal Singh Surender Kumar Manpreet Singh Hardik Singh Gurjant Singh Simranjeet Singh Mandeep Singh Harmanpreet Singh Lalit Upadhyay P. R. Sreejesh Sumit Nilakanta Sharma Shamsher Singh Varun Kumar Birendra Lakra Amit Rohidas Vivek Prasad | mannen    | Brons     | zie onder |

| Groep |               |             |             |             |             |            |            |            |        |
| #     | Land          | Wedstrijden | Wedstrijden | Wedstrijden | Wedstrijden | Doelpunten | Doelpunten | Doelpunten | Punten |
| #     | Land          | GW          | W           | G           | V           | V          | T          | Saldo      | Punten |
| 1     | Australië     | 5           | 4           | 1           | 0           | 22         | 9          | +13        | 13     |
| 2     | India         | 5           | 4           | 0           | 1           | 15         | 13         | +2         | 12     |
| 3     | Argentinië    | 5           | 2           | 1           | 2           | 10         | 11         | -1         | 7      |
| 4     | Spanje        | 5           | 1           | 2           | 2           | 9          | 10         | -1         | 5      |
| 5     | Nieuw-Zeeland | 5           | 1           | 1           | 3           | 11         | 16         | -5         | 4      |
| 6     | Japan         | 5           | 0           | 1           | 4           | 10         | 18         | -8         | 1      |

| Ronde          | Datum           | Lokale tijd | MEZT          | Land      | Score      | Land             |  |
| -------------- | --------------- | ----------- | ------------- | --------- | ---------- | ---------------- |  |
| groepsfase     |                 |             |               |           |            |                  |  |
| 24 juli 2021   | 10:00           | 03:00       | Nieuw-Zeeland | 2 - 3     | India      |                  |  |
| 25 juli 2021   | 18:30           | 11:30       | India         | 1 - 7     | Australië  |                  |  |
| 27 juli 2021   | 10:00           | 03:00       | India         | 3 - 0     | Spanje     |                  |  |
| 29 juli 2021   | 09:30           | 02:30       | India         | 3 - 1     | Argentinië |                  |  |
| 30 juli 2021   | 18:30           | 11:30       | Japan         | 3 - 5     | India      |                  |  |
|                |                 |             |               |           |            |                  |  |
| kwartfinale    | 1 augustus 2021 | 21:00       | 14:00         | India     | 3 - 1      | Groot-Brittannië |  |
|                |                 |             |               |           |            |                  |  |
| halve finale   | 3 augustus 2021 | 10:30       | 03:30         | India     | 2 - 5      | België           |  |
|                |                 |             |               |           |            |                  |  |
| bronzen finale | 5 augustus 2021 | 10:30       | 03:30         | Duitsland | 4 - 5      | India            |  |

Vrouwen
| Olympiër | Onderdeel | Resultaat | Prestatie |
| --- | --------- | --------- | --------- |
| Navjot Kaur Gurjit Kaur Deep Grace Ekka Monika Malik Reena Khokhar Sharmila Devi Nikki Pradhan Savita Punia Nisha Warsi Vandana Katariya Udita Duhan Namita Toppo Lalremsiami Navneet Kaur Sushila Chanu Rani Rampal Salima Tete Neha Goyal | vrouwen   | 4         | zie onder |

| Groep |                  |             |             |             |             |            |            |            |        |
| #     | Land             | Wedstrijden | Wedstrijden | Wedstrijden | Wedstrijden | Doelpunten | Doelpunten | Doelpunten | Punten |
| #     | Land             | GW          | W           | G           | V           | V          | T          | Saldo      | Punten |
| 1     | Nederland        | 5           | 5           | 0           | 0           | 18         | 2          | +16        | 15     |
| 2     | Duitsland        | 5           | 4           | 0           | 1           | 13         | 7          | +6         | 12     |
| 3     | Groot-Brittannië | 5           | 3           | 0           | 2           | 11         | 5          | +6         | 9      |
| 4     | India            | 5           | 2           | 0           | 3           | 7          | 14         | -7         | 6      |
| 5     | Ierland          | 5           | 1           | 0           | 4           | 4          | 11         | -7         | 3      |
| 6     | Zuid-Afrika      | 5           | 0           | 0           | 5           | 5          | 19         | -14        | 0      |

| Ronde          | Datum           | Lokale tijd | MEZT             | Land             | Score       | Land  |  |
| -------------- | --------------- | ----------- | ---------------- | ---------------- | ----------- | ----- |  |
| groepsfase     |                 |             |                  |                  |             |       |  |
| 24 juli 2021   | 20:45           | 13:45       | Nederland        | 5 - 1            | India       |       |  |
| 26 juli 2021   | 21:15           | 14:15       | Duitsland        | 2 - 0            | India       |       |  |
| 28 juli 2021   | 10:00           | 03:00       | Groot-Brittannië | 4 - 1            | India       |       |  |
| 30 juli 2021   | 11:45           | 04:45       | Ierland          | 0 - 1            | India       |       |  |
| 31 juli 2021   | 12:15           | 05:15       | India            | 4 - 3            | Zuid-Afrika |       |  |
|                |                 |             |                  |                  |             |       |  |
| kwartfinale    | 2 augustus 2021 | 12:00       | 05:00            | Australië        | 0 - 1       | India |  |
|                |                 |             |                  |                  |             |       |  |
| halve finale   | 4 augustus 2021 | 19:00       | 14:00            | Argentinië       | 2 - 1       | India |  |
|                |                 |             |                  |                  |             |       |  |
| bronzen finale | 6 augustus 2021 | 10:30       | 03:30            | Groot-Brittannië | 4 - 3       | India |  |

### Judo
Vrouwen
| atlete            | onderdeel | eerste ronde         | tweede ronde         | derde ronde          | kwartfinale          | halve finale         | herkansing           | finale / BM          | finale / BM    |
| atlete            | onderdeel | tegenstander uitslag | tegenstander uitslag | tegenstander uitslag | tegenstander uitslag | tegenstander uitslag | tegenstander uitslag | tegenstander uitslag | rang           |
| ----------------- | --------- | -------------------- | -------------------- | -------------------- | -------------------- | -------------------- | -------------------- | -------------------- | -------------- |
| Shushila Likmabam | −48 kg    | n.v.t.               | Csernoviczki V 00-10 | niet geplaatst       | niet geplaatst       | niet geplaatst       | niet geplaatst       | niet geplaatst       | niet geplaatst |

### Paardensport

#### Eventing
| ruiter       | paard    | onderdeel   | dressuur    | dressuur | cross-country | cross-country | cross-country | springen     | springen     | springen     | springen    | springen | springen | totaal      | totaal |
| ruiter       | paard    | onderdeel   | dressuur    | dressuur | cross-country | cross-country | cross-country | kwalificatie | kwalificatie | kwalificatie | finale      | finale   | finale   | totaal      | totaal |
| ruiter       | paard    | onderdeel   | strafpunten | rang     | strafpunten   | totaal        | rang          | strafpunten  | totaal       | rang         | strafpunten | totaal   | rang     | strafpunten | rang   |
| ------------ | -------- | ----------- | ----------- | -------- | ------------- | ------------- | ------------- | ------------ | ------------ | ------------ | ----------- | -------- | -------- | ----------- | ------ |
| Fouaad Mirza | Seigneur | individueel | 28,00       | 9        | 11,20         | 39,20         | 22            | 8,00         | 47,20        | 25 Q         | 12,40       | 59,60    | 23       | 59,60       | 23     |

### Roeien
Mannen
| atleet                 | onderdeel          | series  | series | herkansingen | herkansingen | kwartfinale | kwartfinale | halve finale | halve finale | finale  | finale |
| atleet                 | onderdeel          | tijd    | rang   | tijd         | rang         | tijd        | rang        | tijd         | rang         | tijd    | rang   |
| ---------------------- | ------------------ | ------- | ------ | ------------ | ------------ | ----------- | ----------- | ------------ | ------------ | ------- | ------ |
| Arjun Lal Arvind Singh | lichte dubbel-twee | 6.40,33 | 5 R    | 6.51,36      | 3 SA/B       | n.v.t.      | n.v.t.      | 6.24,41      | 6 FB         | 6.29,66 | 11     |

Legenda: FA=finale A (medailles); FB=finale B (geen medailles); FC=finale C (geen medailles); FD=finale D (geen medailles); FE=finale E (geen medailles); FF=finale F (geen medailles); HA/B=halve finale A/B; HC/D=halve finale C/D; HE/F=halve finale E/F; KF=kwartfinale; H=herkansing

### Schermen
Vrouwen
| atleet        | onderdeel | eerste ronde         | tweede ronde         | derde ronde          | kwartfinale          | halve finale         | finale / BM          | finale / BM    |
| atleet        | onderdeel | tegenstander uitslag | tegenstander uitslag | tegenstander uitslag | tegenstander uitslag | tegenstander uitslag | tegenstander uitslag | rang           |
| ------------- | --------- | -------------------- | -------------------- | -------------------- | -------------------- | -------------------- | -------------------- | -------------- |
| Bas Verwijlen | sabel     | Azizi W 15 - 3       | Brunet V 7 - 15      | niet geplaatst       | niet geplaatst       | niet geplaatst       | niet geplaatst       | niet geplaatst |

### Schietsport
Mannen
| atleet                | onderdeel               | kwalificaties | kwalificaties | finale         | finale         |
| atleet                | onderdeel               | punten        | rang          | punten         | rang           |
| --------------------- | ----------------------- | ------------- | ------------- | -------------- | -------------- |
| Saurabh Chaudhary     | 10 m luchtpistool       | 586           | 1 Q           | 137,4          | 7              |
| Abhishek Verma        | 10 m luchtpistool       | 575           | 17            | niet geplaatst | niet geplaatst |
| Deepak Kumar          | 10 m luchtgeweer        | 624,7         | 26            | niet geplaatst | niet geplaatst |
| Divyansh Singh Panwar | 10 m luchtgeweer        | 622,8         | 32            | niet geplaatst | niet geplaatst |
| Aishwary Tomar        | 50 m geweer 3 houdingen | 1167          | 21            | niet geplaatst | niet geplaatst |
| Sanjeev Rajput        | 50 m geweer 3 houdingen | 1157          | 32            | niet geplaatst | niet geplaatst |
| Angad Bajwa           | skeet                   | 120           | 18            | niet geplaatst | niet geplaatst |
| Mairaj Ahmad Khan     | skeet                   | 117           | 25            | niet geplaatst | niet geplaatst |

Vrouwen
| atlete             | onderdeel               | kwalificaties | kwalificaties | finale         | finale         |
| atlete             | onderdeel               | punten        | rang          | punten         | rang           |
| ------------------ | ----------------------- | ------------- | ------------- | -------------- | -------------- |
| Yashaswini Deswal  | 10 m luchtpistool       | 574           | 13            | niet geplaatst | niet geplaatst |
| Manu Bhaker        | 10 m luchtpistool       | 575           | 12            | niet geplaatst | niet geplaatst |
| Manu Bhaker        | 25 m pistool            | 582           | 15            | niet geplaatst | niet geplaatst |
| Rahi Sarnobat      | 25 m pistool            | 573           | 32            | niet geplaatst | niet geplaatst |
| Elavenil Valarivan | 10 m luchtgeweer        | 626,5         | 16            | niet geplaatst | niet geplaatst |
| Apurvi Chandela    | 10 m luchtgeweer        | 621,9         | 36            | niet geplaatst | niet geplaatst |
| Anjum Moudgil      | 50 m geweer 3 houdingen | 1167          | 15            | niet geplaatst | niet geplaatst |
| Tejaswini Sawant   | 50 m geweer 3 houdingen | 1154          | 33            | niet geplaatst | niet geplaatst |

Gemengd
| atleet                                   | onderdeel         | kwalificatie 1 | kwalificatie 1 | kwalificatie 2 | kwalificatie 2 | finale         | finale         |
| atleet                                   | onderdeel         | punten         | rang           | punten         | rang           | punten         | rang           |
| ---------------------------------------- | ----------------- | -------------- | -------------- | -------------- | -------------- | -------------- | -------------- |
| Saurabh Chaudhary Manu Bhaker            | 10 m luchtpistool | 582            | 1 Q            | 380            | 7              | niet geplaatst | niet geplaatst |
| Abhishek Verma Yashaswini Deswal         | 10 m luchtpistool | 564            | 17             | niet geplaatst | niet geplaatst | niet geplaatst | niet geplaatst |
| Deepak Kumar Anjum Moudgil               | 10 m luchtgeweer  | 623,8          | 18             | niet geplaatst | niet geplaatst | niet geplaatst | niet geplaatst |
| Divyansh Singh Panwar Elavenil Valarivan | 10 m luchtgeweer  | 626,5          | 12             | niet geplaatst | niet geplaatst | niet geplaatst | niet geplaatst |

### Tafeltennis
Mannen
| atlete                | onderdeel | voorronde            | eerste ronde         | tweede ronde         | derde ronde          | vierde ronde         | kwartfinale          | halve finale         | finale / BM          | finale / BM    |
| atlete                | onderdeel | tegenstander uitslag | tegenstander uitslag | tegenstander uitslag | tegenstander uitslag | tegenstander uitslag | tegenstander uitslag | tegenstander uitslag | tegenstander uitslag | rang           |
| --------------------- | --------- | -------------------- | -------------------- | -------------------- | -------------------- | -------------------- | -------------------- | -------------------- | -------------------- | -------------- |
| Sharath Kamal Achanta | enkelspel | bye                  | bye                  | Apolónia W 4 - 2     | Ma L V 1 - 4         | niet geplaatst       | niet geplaatst       | niet geplaatst       | niet geplaatst       | niet geplaatst |
| Sathiyan Gnanasekaran | enkelspel | bye                  | bye                  | Lam S-h V 3 - 4      | niet geplaatst       | niet geplaatst       | niet geplaatst       | niet geplaatst       | niet geplaatst       | niet geplaatst |

Vrouwen
| atlete             | onderdeel | voorronde            | eerste ronde         | tweede ronde         | derde ronde          | vierde ronde         | kwartfinale          | halve finale         | finale / BM          | finale / BM    |
| atlete             | onderdeel | tegenstander uitslag | tegenstander uitslag | tegenstander uitslag | tegenstander uitslag | tegenstander uitslag | tegenstander uitslag | tegenstander uitslag | tegenstander uitslag | rang           |
| ------------------ | --------- | -------------------- | -------------------- | -------------------- | -------------------- | -------------------- | -------------------- | -------------------- | -------------------- | -------------- |
| Manika Batra       | enkelspel | bye                  | Tin-Tin Ho W 4 - 0   | Pesotska W 4 - 3     | Polcanova V 0 - 4    | niet geplaatst       | niet geplaatst       | niet geplaatst       | niet geplaatst       | niet geplaatst |
| Sutirtha Mukherjee | enkelspel | bye                  | Bergström W 4 - 3    | Fu V 0 - 4           | niet geplaatst       | niet geplaatst       | niet geplaatst       | niet geplaatst       | niet geplaatst       | niet geplaatst |

Gemengd
| atlete                             | onderdeel  | voorronde            | eerste ronde         | tweede ronde         | derde ronde          | vierde ronde                | kwartfinale          | halve finale         | finale / BM          | finale / BM    |
| atlete                             | onderdeel  | tegenstander uitslag | tegenstander uitslag | tegenstander uitslag | tegenstander uitslag | tegenstander uitslag        | tegenstander uitslag | tegenstander uitslag | tegenstander uitslag | rang           |
| ---------------------------------- | ---------- | -------------------- | -------------------- | -------------------- | -------------------- | --------------------------- | -------------------- | -------------------- | -------------------- | -------------- |
| Sharath Kamal Achanta Manika Batra | dubbelspel | n.v.t.               | n.v.t.               | n.v.t.               | n.v.t.               | Lin Y-j / Cheng I-c V 0 - 4 | niet geplaatst       | niet geplaatst       | niet geplaatst       | niet geplaatst |

### Tennis
Mannen
| atlete      | onderdeel | eerste ronde                 | tweede ronde         | derde ronde          | kwartfinale          | halve finale         | finale / BM          | finale / BM    |
| atlete      | onderdeel | tegenstander uitslag         | tegenstander uitslag | tegenstander uitslag | tegenstander uitslag | tegenstander uitslag | tegenstander uitslag | rang           |
| ----------- | --------- | ---------------------------- | -------------------- | -------------------- | -------------------- | -------------------- | -------------------- | -------------- |
| Sumit Nagal | enkelspel | Istomin W 6-4, 6–7(0-7), 6-4 | niet geplaatst       | niet geplaatst       | niet geplaatst       | niet geplaatst       | niet geplaatst       | niet geplaatst |

Vrouwen
| atlete                   | onderdeel  | eerste ronde         | tweede ronde                                 | derde ronde          | kwartfinale          | halve finale         | finale / BM          | finale / BM    |
| atlete                   | onderdeel  | tegenstander uitslag | tegenstander uitslag                         | tegenstander uitslag | tegenstander uitslag | tegenstander uitslag | tegenstander uitslag | rang           |
| ------------------------ | ---------- | -------------------- | -------------------------------------------- | -------------------- | -------------------- | -------------------- | -------------------- | -------------- |
| Sania Mirza Ankita Raina | dubbelspel | n.v.t.               | L. Kichenok / N. Kichenok V 6-0, 6–7, [8-10] | niet geplaatst       | niet geplaatst       | niet geplaatst       | niet geplaatst       | niet geplaatst |

### Worstelen

#### Vrije stijl
Mannen
Vrije stijl
| atleet            | onderdeel | eerste ronde         | kwartfinale          | halve finale         | herkansing           | finale / BM          | finale / BM |
| atleet            | onderdeel | tegenstander uitslag | tegenstander uitslag | tegenstander uitslag | tegenstander uitslag | tegenstander uitslag | rang        |
| ----------------- | --------- | -------------------- | -------------------- | -------------------- | -------------------- | -------------------- | ----------- |
| Ravi Kumar Dahiya | −57 kg    | Tigreros W 4 - 1     | Vangelov W 4 - 1     | Sanayev W 5 - 0      | bye                  | Uguev V 1 - 3        | Zilver      |
| Bajrang Punia     | −65 kg    | Akmataliev W 3 - 1   | Ghiasi W 5 - 0       | Aliyev V 1 - 3       | bye                  | Niyazebekov W 3 - 0  | Brons       |
| Deepak Punia      | −86 kg    | Agiomor W 4 - 1      | Lin Z W 3 - 1        | Taylor V 0 - 4       | bye                  | Amine V 1 - 3        | 5           |

Vrouwen
| atlete        | onderdeel | eerste ronde         | kwartfinale           | halve finale         | herkansing           | finale / BM          | finale / BM |
| atlete        | onderdeel | tegenstander uitslag | tegenstander uitslag  | tegenstander uitslag | tegenstander uitslag | tegenstander uitslag | rang        |
| ------------- | --------- | -------------------- | --------------------- | -------------------- | -------------------- | -------------------- | ----------- |
| Seema Bisla   | −50 kg    | Hamdi V 1 - 3        | niet geplaatst        | niet geplaatst       | niet geplaatst       | niet geplaatst       | 13          |
| Vinesh Phogat | −53 kg    | Mattsson W 3 - 1     | Kaladzinskaya V 0 - 5 | niet geplaatst       | niet geplaatst       | niet geplaatst       | 9           |
| Anshu Malik   | −57 kg    | Kurachkina V 1 - 3   | niet geplaatst        | niet geplaatst       | Koblova V 1 - 3      | niet geplaatst       | 9           |
| Sonam Malik   | −62 kg    | Khürelkhüü V 1 - 3   | niet geplaatst        | niet geplaatst       | niet geplaatst       | niet geplaatst       | 11          |

### Zeilen
Mannen
| atlete                       | onderdeel | race | race | race | race | race | race | race | race | race | race | race   | race   | race           | netto punten | eindnotering |
| atlete                       | onderdeel | 1    | 2    | 3    | 4    | 5    | 6    | 7    | 8    | 9    | 10   | 11     | 12     | M              | netto punten | eindnotering |
| ---------------------------- | --------- | ---- | ---- | ---- | ---- | ---- | ---- | ---- | ---- | ---- | ---- | ------ | ------ | -------------- | ------------ | ------------ |
| Vishnu Saravanan             | Laser     | 14   | 20   | 24   | 23   | 22   | 12   | 27   | 23   | 3    | 15   | n.v.t. | n.v.t. | niet geplaatst | 156          | 20           |
| K.C. Ganapathy Varun Thakkar | 49er      | 18   | 18   | 17   | 19   | 14   | 5    | 17   | 11   | 15   | 16   | 9      | 14     | niet geplaatst | 154          | 17           |

Vrouwen
| atlete         | onderdeel    | race | race | race | race | race | race | race | race | race | race | race   | race   | race           | netto punten | eindnotering |
| atlete         | onderdeel    | 1    | 2    | 3    | 4    | 5    | 6    | 7    | 8    | 9    | 10   | 11     | 12     | M              | netto punten | eindnotering |
| -------------- | ------------ | ---- | ---- | ---- | ---- | ---- | ---- | ---- | ---- | ---- | ---- | ------ | ------ | -------------- | ------------ | ------------ |
| Nethra Kumanan | Laser Radial | 33   | 16   | 15   | 40   | 32   | 38   | 22   | 20   | 37   | 38   | n.v.t. | n.v.t. | niet geplaatst | 251          | 35           |

### Zwemmen
Mannen
| atleet          | onderdeel         | series  | series | halve finale   | halve finale   | finale         | finale         |
| atleet          | onderdeel         | tijd    | rang   | tijd           | rang           | tijd           | rang           |
| --------------- | ----------------- | ------- | ------ | -------------- | -------------- | -------------- | -------------- |
| Srihari Nataraj | 100 m rugslag     | 53,45   | 46     | niet geplaatst | niet geplaatst | niet geplaatst | niet geplaatst |
| Sajan Prakash   | 100 m vlinderslag | 54,31   | 27     | niet geplaatst | niet geplaatst | niet geplaatst | niet geplaatst |
| Sajan Prakash   | 200 m vlinderslag | 1.57,22 | 24     | niet geplaatst | niet geplaatst | niet geplaatst | niet geplaatst |

Vrouwen
| atlete      | onderdeel        | series  | series | halve finale   | halve finale   | finale         | finale         |
| atlete      | onderdeel        | tijd    | rang   | tijd           | rang           | tijd           | rang           |
| ----------- | ---------------- | ------- | ------ | -------------- | -------------- | -------------- | -------------- |
| Maana Patel | 100 m schoolslag | 1.05,20 | 39     | niet geplaatst | niet geplaatst | niet geplaatst | niet geplaatst |